# Oculimacula acuformis
Espèce
Oculimacula acuformis est une espèce de champignons ascomycètes de l'ordre des Helotiales.
Ce champignon phytopathogène est l'un des agents responsables du piétin-verse, importante maladie cryptogamique du blé. 

## Synonymes
Selon Catalogue of Life (14 novembre 2015) :
- Helgardia acuformis (Nirenberg) Crous & W. Gams 2003,
- Pseudocercosporella herpotrichoides var. acuformis Nirenberg 1981,
- Ramulispora acuformis (Nirenberg) Crous 1995,
- Ramulispora herpotrichoides var. acuformis (Nirenberg) Boerema, R. Pieters & Hamers 1992,
- Tapesia acuformis (Boerema, R. Pieters & Hamers) Crous 1995,
- Tapesia yallundae var. acuformis Boerema, R. Pieters & Hamers 1992.